# Conflicte diplomàtic entre Espanya i Marroc de 2007
El conflicte diplomàtic entre Espanya i el Marroc de 2007 va consistir en una alteració de les relacions internacionals entre tots dos països, de breu durada i de relativament baixa intensitat, que es va suscitar després de l'anunci de la imminent visita oficial dels reis d'Espanya a Ceuta i Melilla, ciutats espanyoles situades a Àfrica i reivindicades pel Marroc.
Es va iniciar de manera formal el 2 de novembre de 2007 quan el Govern del Marroc «va cridar a consultes» al seu ambaixador a Espanya, Omar Azziman, per un «període indeterminat,... després de molt altes instruccions de Sa Majestat el Rei Mohamed VI», com a conseqüència, segons nota diplomàtica del Ministeri d'Afers exteriors i Cooperació del Marroc, de «l'anunci oficial el divendres de la lamentable visita de Sa Majestat el rei Joan Carles I, els dies 5 i 6 de novembre, a les dues ciutats ocupades de Ceuta i Melilla», qualificant la visita d'«iniciativa reprotxable, qualssevol que siguen els motius i objectius».
Després de comunicar la trucada a consultes de l'ambaixador, el portaveu del Govern marroquí va manifestar: «la pilota està en el camp d'Espanya i esperem que aquest país tingui en consideració els sentiments del poble marroquí i l'interès de les relacions bilaterals i de cooperació».
La visita real es va produir en els dies previstos, registrant-se una afluència de desenes de milers de ciutadans, que van aclamar als Reis tant a Ceuta com a Melilla. Durant aquests dies van continuar les declaracions contràries a la visita per part de les autoritats marroquines. En aquest sentit el primer ministre del Marroc, Abbas el Fassi, va arribar a comparar la situació d'ambdues ciutats amb l'ocupació israeliana dels Territoris Palestins, i el mateix rei Mohamed VI va qualificar la visita com un «acte nostàlgic i d'una era ombrívola i superada». El Govern espanyol, poc abans del viatge, i després d'anunciar el Marroc la seva oposició, va declarar a través de la vicepresidenta del Govern, María Teresa Fernández de la Vega, que la visita dels Reis d'Espanya era un acte de «normalitat institucional». Dies després, a iniciativa d'alguns col·lectius del Marroc, alguns centenars de persones van dur a terme actes de protesta en Tetuà, així com enfront del límit fronterer amb Ceuta i Melilla. El Marroc va suspendre també les visites d'alt nivell d'autoritats espanyoles al seu país.
Finalment, el ministre d'Afers exteriors d'Espanya, Miguel Ángel Moratinos, va visitar a Rabat al seu homòleg marroquí el 3 de gener de 2008, fent-li lliurament d'una carta personal del president del Govern José Luis Rodríguez Zapatero al monarca alauí, en la qual advocava per estrényer les relacions entre tots dos països. Quatre dies després, el Ministeri d'Afers exteriors marroquí va anunciar el retorn del seu ambaixador a Madrid, donant-se així per finalitzat el conflicte.

## Visita real

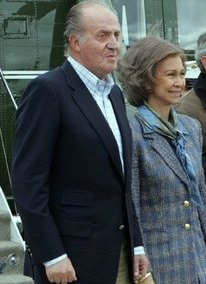
Joan Carles I i Sofia.

El 30 d'octubre el Govern d'Espanya va donar a conéixer la visita dels reis Joan Carles I i Sofia a Ceuta i Melilla per als dies 5 i 6 de novembre. El dia anterior, el president del govern espanyol, José Luis Rodríguez Zapatero, hi havia comunicat tal circumstància al capdavanter de l'oposició, Mariano Rajoy, durant un acte oficial, al que Rajoy va manifestar la seva satisfacció.
Els reis d'Espanya no havien visitat Ceuta ni Melilla en tot el seu regnat. L'antecedent més immediat de l'estada del rei Joan Carles I en aquestes ciutats datava de 1970, quan va realitzar una visita a Ceuta en la seva condició de Príncep d'Astúries amb motiu de complir-se el cinquantè aniversari de la Legió.
Les últimes visites d'un Cap d'Estat espanyol a Ceuta i Melilla es remuntaven a les que feren el rei Alfons XIII, que va estar per última vegada en 1927, i el president de la Segona República Niceto Alcalá Zamora, que ho va fer el 4 de novembre de 1933.
Els reis d'Espanya havien previst realitzar una visita en 1997 a la ciutat autònoma de Melilla en ocasió del V Centenari de la fundació d'aquesta ciutat, però la pressió de les autoritats marroquines va fer que l'anul·lara.
El dia 5 de novembre el Rei i la Reina d'Espanya van romandre cinc hores a Ceuta, on van intervenir davant l'Assemblea de la ciutat autònoma, on el monarca va manifestar que «tenia un compromís pendent amb Ceuta, amb els ceutís i amb les seves autoritats, però també amb nosaltres mateixos com a Reis que es deuen, abans de res, a tots els espanyols». Ni el monarca, ni la ministra d'Administracions Públiques que l'acompanyava, Elena Salgado, ni cap altra autoritat espanyola van fer cap esment a la situació amb el Marroc. Els Reis van ser acollits per unes 25.000 persones.
El 6 de novembre els reis van acudir a Melilla, en l'Assemblea dels quals va intervenir el monarca espanyol. Allí va agrair la lleialtat dels de Melilla a la Corona. No va fer esment exprés al Marroc, encara que va manifestar que «Espanya des del respecte mutu conrea relacions de sincera amistat amb els seus veïns». El nombre de persones que es van concentrar per a rebre els Reis es va xifrar en 30.000.

## Altres antecedents del conflicte
Un mes abans de l'anunci de la visita real, el jutge de l'Audiència Nacional d'Espanya, Baltasar Garzón, hi havia obert expedient per investigar un suposat genocidi de sahrauís per part del Marroc, admetent a tràmit la querella presentada en 2006 per diferents associacions de defensa dels drets humans i familiars de presos i de desapareguts sahrauís, on s'acusava a 31 alts càrrecs de la seguretat marroquina. El Marroc, per la seva banda, el va acusar d'alinear-se amb les posicions del Front Polisario. El portaveu marroquí va afirmar que «seria bo que el jutge Garzón s'ocupe una mica del respecte dels Drets Humans en Tinduf». Entre els acusats es troben Dris Basri, exministre de l'Interior, i el general Housni Benslimane.
Segons va declarar Yassine Mansouri, Cap del Servei Secret Exterior del Marroc (DGED), durant una estada a Mallorca, el deteriorament de les relacions també està relacionat amb la posició activa del Govern espanyol i de les autoritats locals de Ceuta de desvincular els creients musulmans de la ciutat de l'Islam malekita i del Ministeri d'Assumptes Religiosos del Marroc i apostar pels moviments com el Tablig (Congregació per a la Propagació de l'Islam) o els Germans Musulmans, del que Mansouri va informar a Alberto Saiz, Director del Centre Nacional d'Intel·ligència.
La situació era causa d'enuig del rei Mohamed VI, segons Mansouri, que recordava que el Rei marroquí és Comendador dels Creients i que moltes mesquites de Ceuta s'havien anat vinculant a la Unió de Comunitats Islàmiques d'Espanya (UCIDE) (36 de les 40 comunitats islàmiques de Ceuta). La figura del líder de la UCIDE a Ceuta, Laarbi Maateis, és relacionada pel Marroc amb moviments islamistes radicals. Per la seva banda, Laarbi Maateis va negar qualsevol vinculació amb moviments integristes, indicant que cap membre del Tablig havia estat mai detingut ni assenyalat com a sospitós de vinculació amb el jihadisme. Va indicar també no entendre l'acusació «perquè el ritu malekita es practica tant aquí com en la resta d'Espanya com al Marroc i ningú ha intentat canviar això, sobretot perquè ens sembla que és el millor per a la ciutat».

## Posició del govern del Marroc

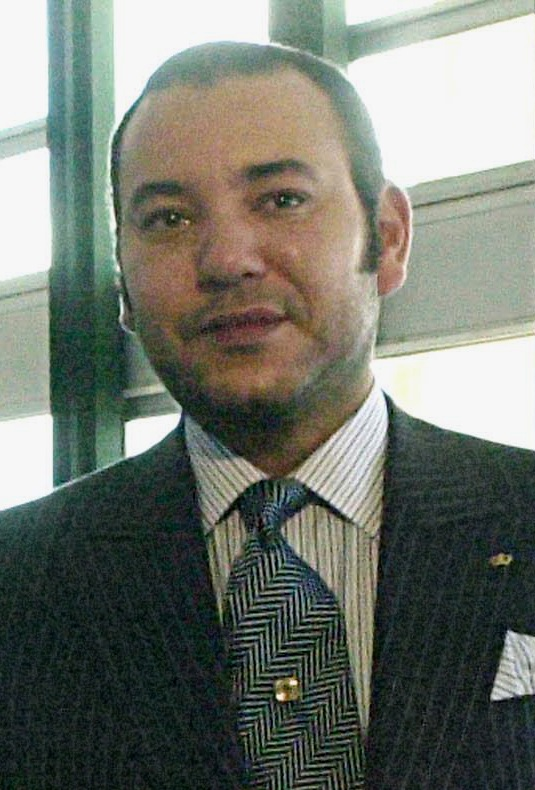
Mohamed VI.

El Primer Ministre del Marroc, Abbas el Fassi, havia comunicat al Parlament marroquí el 31 d'octubre que el seu govern no estalviaria esforços per recuperar les dues ciutats (Ceuta i Melilla). L'endemà, 1 de novembre, Abbas el Fassi va demanar al Rei d'Espanya que «renunciara» al viatge, al mateix temps que el Ministre-Portaveu del Govern del Marroc, Khalid Naciri, manifestava el «total rebuig i reprovació» de la visita real a les «ciutats marroquines espoliades». Abbas el Fassi, no obstant això, va manifestar en aquest moment a la premsa espanyola que no hauria mesures coercitives i que el conflicte «ha de ser abordat amb intel·ligència, respecte mutu, concertant-se i dialogant».
El dia 5 de novembre, mentre el Rei Joan Carles I visitava Ceuta, Abbas el Fassi va comparar la situació de Ceuta i Melilla amb l'ocupació israeliana de Palestina durant una sessió extraordinària del Parlament marroquí per tractar de la qüestió.
En el mateix sentit es va pronunciar el líder islamista marroquí del Partit Justícia i Desenvolupament, Mustafà Ramid, en manifestar al Parlament que «els marroquins viuen sota la colonització espanyola com els nostres germans palestins sota la colonització israeliana».

### Manifestacions del Rei Mohamed VI
El 6 de novembre, després de la celebració d'un Consell de Ministres i abans d'intervenir en els actes de commemoració de la marxa verda al Parlament marroquí, el Rei Mohamed VI va emetre un comunicat personal de dura condemna a través d'un portaveu:
En aquest comunicat Mohamed VI sol·licitava l'obertura formal de negociacions sobre les dues ciutats.

### Reaccions del Govern del Marroc després de la visita dels Reis
El 15 de novembre el portaveu del govern, Khalid Naciri, al final d'un Consell de Govern, va declarar que esperava que els espanyols «col·loquen la seva mà dins de la nostra per superar la crisi i privilegiar la nostra relació bilateral. La relació hispanomarroquina ha passat per una crisi». No va fixar data per al retorn de l'ambaixador a Madrid, va insistir en la necessitat d'un diàleg entre les parts sobre el futur de les ciutats autònomes espanyoles i va concloure que esperava per al futur que «els nostres amics espanyols tinguen en consideració els nostres sentiments, la nostra sensibilitat i les nostres reivindicacions, el propòsit de les quals no és crear dificultats sinó preservar les nostres relacions». Malgrat això, el 16 de novembre el Govern del Marroc va suspendre dues visites d'alt nivell d'autoritats espanyoles: la de la Ministra de Foment, Magdalena Álvarez, que tenia previst tractar amb el Ministre d'Equipament i Transports marroquí, Karim Ghellab, el túnel ferroviari de Gibraltar per unir els dos països a través de l'estret (qüestió sobre la qual tots dos treballen oficialment des de 2005 quan a Tànger es va tractar l'evolució dels enllaços fixos entre Europa i Àfrica) i la del Cap d'Estat Major de l'Armada d'Espanya, almirall Sebastián Zaragoza.

## Posició del govern d'Espanya
El mateix dia 1 de novembre, el Ministre d'Afers exteriors d'Espanya, Miguel Ángel Moratinos, que es trobava de visita a la ciutat marroquina de Marrakech, va comunicar verbalment al Ministre d'Afers exteriors marroquí, Taieb Fassi-Fihri que, malgrat les manifestacions del Primer Ministre, els Reis d'Espanya visitarien les ciutats de Ceuta i Melilla els dies 5 i 6 de novembre com estava previst. Aquest mateix dia, en l'habitual compareixença del Govern d'Espanya després de la celebració de la reunió ordinària del Consell de Ministres, la Vicepresidenta Segona del Govern, María Teresa Fernández de la Vega, va manifestar que les relacions amb el govern del Marroc «eren extraordinàries» i que el viatge dels Reis entrava dins de la «normalitat institucional». El Ministre d'Afers exteriors, Moratinos, va descartar realitzar un gest similar (retirar a l'ambaixador d'Espanya a Rabat), segons van informar fonts diplomàtiques espanyoles.
El 3 de novembre el Ministre de Defensa, José Antonio Alonso, en unes declaracions a la Cadena SER, va manifestar que esperava que el gest de cridar a consultes a l'ambaixador —pas previ a la ruptura de relacions diplomàtiques— quedara només en això, repetint les paraules de la Vicepresidenta del Govern del dia anterior respecte a la normalitat de la visita.
El Ministre d'Afers exteriors va expressar el dia 14 de novembre la seva confiança en la tornada de l'ambaixador marroquí a Madrid «al més aviat possible».

## Reaccions polítiques

### Reaccions polítiques a Espanya
Els partits polítics espanyols PP i Esquerra Unida, a través d'Ángel Acebes i Gaspar Llamazares respectivament, van anunciar el seu suport a la visita dels Reis d'Espanya a Ceuta i Melilla. Gustavo de Arístegui, del Partit Popular, va qualificar d'«excessiva» la reacció de Mohamed VI i va criticar al President espanyol per no deixar clares, al seu judici, les «línies vermelles» que el Marroc no pot franquejar. Per la seva banda Elena Valenciano, Secretària de Relacions Internacionals del PSOE, havia subratllat que la visita s'emmarcava en «la més absoluta normalitat institucional».
El President de Melilla, Juan José Imbroda, va dir que «no és el moment de donar la rèplica a declaracions altisonantes» en referència a la posició marroquina. Coalició per Melilla, primer partit de l'oposició a la ciutat autònoma i de base musulmana, es va manifestar molt satisfet amb la visita dels Reis, afegint que la presència del Rei d'Espanya era un «deute històric que té aquesta ciutat i per la qual, des d'aquesta formació, sempre hem advocat perquè es produira la visita». Per la seva banda, el President de Ceuta, Juan Jesús Vivas, es va limitar a dictar un bando en el qual instava els ciutadans a rebre els Reis honrant-los amb la presència dels ceutís i «us honrareu a vosaltres mateixos, a la nostra ciutat i a la nostra estimada Pàtria».

### Reaccions polítiques al Marroc
Al Parlament del Marroc, diferents diputats van considerar la visita com una «provocació greu», reclamant més fermesa al seu executiu. En la cadena de televisió Al Yazira, un diputat marroquí d'orientació islamista del Partit Justícia i Desenvolupament, va qualificar la visita de «[…] provocació. Les dues ciutats són històricament marroquines […] Per què no una altra marxa verda?». Per la seva banda, el sotssecretari del mateix partit (Justícia i Desenvolupament) Daubi Lasset va declarar que aquesta situació provocaria un augment de les posicions extremistes a Espanya i al Marroc que lamentava, fent al·lusió al perill de com seria entesa la visita per part dels terroristes d'Al-Qaeda quan recentment havien cridat a colpejar els interessos occidentals al Marroc per les seves aproximacions a Europa. D'altra banda, el senador i President de la Comissió d'Amistat Hispanomarroquina, Yahya Yahya, va manifestar a Ràdio Euskadi que «tinga vosté per segur que si ve el Rei d'Espanya a Melilla els marroquins vessarem fins a l'última gota de sang per defensar la nostra terra». El mateix diputat, el 5 de novembre i acompanyat de periodistes, va traspassar la frontera entre Espanya i el Marroc per Melilla per protestar per la visita. Membres del Cos Nacional de Policia li van indicar llavors que tenia una ordre de compareixença davant un jutjat de Melilla per maltractaments a la seva dona, al que Yahya Yahya va respondre ensenyant el seu passaport diplomàtic i tornant a travessar la frontera en direcció al Marroc.
Per al dilluns 5 de novembre, dia de l'arribada del Rei d'Espanya a Ceuta, la Comissió d'Afers exteriors, Defensa Nacional i Assumptes Islàmics de la Cambra de Representants del Marroc va convocar una manifestació davant l'ambaixada d'Espanya a Rabat amb la finalitat d'expressar la seva indignació. Prèviament la Comissió va aprovar una resolució en la qual, per unanimitat, es manifestaven a favor de l'acció del rei Mohamed VI de cridar a consulta a l'ambaixador a Madrid, al mateix temps que convidaven a les autoritats marroquines a «prendre, enfront d'aquesta situació, totes les mesures i iniciatives necessàries a l'altura del descontentament del poble marroquí davant aquesta visita lamentable i inoportuna».
El 4 de novembre uns centenars de manifestants es van concentrar als voltants del consolat d'Espanya en Tetuán per reivindicar la condició marroquina de Ceuta i Melilla. Al costat de la frontera de Ceuta es van manifestar el dia 5 de novembre uns centenars de marroquins, entre els quals es trobaven alumnes de la veïna població de Fnideq i veïns de Tetuán i Tànger arribats en autobusos noliejats per les autoritats marroquines.

#### Reaccions al Marroc després de la visita dels Reis d'Espanya
El 28 de novembre, el senador Yahya Yahya va fer de nou una crida per organitzar una marxa sobre l'illot Julivert el dia 10 de desembre, amb la finalitat de denunciar la situació de Ceuta i Melilla, al que el Govern del Marroc va dir que «Yahya és un ciutadà, un patriota que gaudeix de les llibertats i dels drets democràtics dels quals gaudeixen tots els ciutadans». No obstant això, el 4 de desembre, per resolució del cadí de Taghramt, demarcació a la qual pertany administrativament l'illot en l'organització marroquina i figura politicoadministrativa depenent del governador (similar a l'alcalde d'un petit municipi) va resoldre en contra de la manifestació al·legant que calia que anara convocada per un empadronat en el municipi, la qual cosa va ser considerat un gest del govern del Marroc per evitar l'augment de la tensió entre els dos Estats.
L'endemà de la prohibició, l'autodenominada Coordinadora de les Organitzacions de la Societat Civil en el Nord del Marroc va convocar per als dies 14 i 15 de desembre una caravana de vehicles entre Nador i Tetuán que es dirigiria posteriorment cap a Ceuta. A la seva arribada a Ceuta es manifestarien enfront de la frontera. Els convocants van denominar a la marxa «Caravana d'alliberament i de desenvolupament». El 6 de desembre, el portaveu del Govern marroquí va manifestar que «si hi ha algú que busca fer una manifestació conforme a la disposició de la llei, nosaltres no podem cancel·lar-la». La caravana, formada per unes dues-centes persones, de les quals cent (cinquanta segons altres fonts) van arribar enfront de l'illot Julivert, van reivindicar la sobirania sobre Ceuta i Melilla. Els organitzadors van justificar l'escassa presència perquè l'accés era difícil i els marroquins es trobaven ocupats en les compres per a la Festa del be. Al mateix temps, en conferència de premsa, es va anunciar la creació d'un «Front Nacional» integrat per la «Coordinadora de les Organitzacions de la Societat Civil en el Nord del Marroc» i el «Comitè per a l'Alliberament de Ceuta i Melilla» amb el propòsit de donar a conéixer al món la situació del colonialisme espanyol. La manifestació va coincidir en el mateix dia amb unes declaracions del número dos d'Al-Qaeda, Ayman al Zawahiri, qui va dir en un enregistrament d'àudio difós a través d'una pàgina web utilitzada normalment per l'organització terrorista, dirigint-se a la comunitat islàmica i als qui volen abandonar la violència, que ell no renunciarà a el-Àndalus, Ceuta i Melilla.

### Reaccions polítiques internacionals
El Secretari General de la Lliga Àrab, Amr Musa, en un comunicat fet públic el 8 de novembre, va manifestar el seu «suport total al Marroc en les seves exigències que es respectin els seus drets legítims», fent referència a un acord de la Lliga de 1975, però sense esmentar la visita dels Reis d'Espanya.

## Reaccions en els mitjans de comunicació

### Mitjans de comunicació d'Espanya
A Espanya, els diaris ABC i El País van manifestar en sengles editorials el dia 2 de novembre, abans de conéixer la retirada de l'ambaixador, el seu suport a la visita real. El País va manifestar que es tractava d'«una visita pertinent que posa fi a 32 anys d'anomalia», i ABC va qualificar de «reacció desmesurada» les manifestacions del Govern del Marroc. En la mateixa línia es van pronunciar els mitjans d'informació més significatius d'Espanya.

### Mitjans de comunicació del Marroc
El diari Al Massae, en un editorial del dia 2 de novembre, lamentava la tebiesa de la reacció marroquina quan el president del govern d'Espanya, José Luis Rodríguez Zapatero, havia visitat les ciutats de Ceuta i Melilla a principis de 2006, qualificant ambdues ciutats com «espoliades». També va sostenir en un article el 17 de novembre, quan la visita s'havia celebrat, que «més difícil que cridar a consultes a l'ambaixador és negociar el preu, les condicions i el calendari perquè torne» considerant que el retorn només s'havia de produir quan existesca per part d'Espanya «un compromís que no tornaran a repetir-se les visites del rei o del cap de govern espanyols».
Libération considerava que la visita era «inacceptable», culpant al President del Govern espanyol. En la mateixa línia es van manifestar Li Matin du Sahara et du Maghreb, que va posar en relació la visita amb el XXII aniversari de la marxa verda; L'Opinion culpava també al President espanyol i Al Bayane reivindicava l'antiga proposta de Hassan II de crear una comissió bilateral que tracti el problema al mateix temps que proclamava que «ni el poble admetrà mai una política colonialista de fets consumats».

## Final del conflicte
El 3 de gener de 2008 el Ministre d'Afers exteriors d'Espanya, Miguel Ángel Moratinos, es va reunir a Rabat amb el seu homòleg marroquí, Taib Fassi Fihri, a qui li va fer arribar una carta del president José Luis Rodríguez Zapatero dirigida al rei Mohamed VI, amb la qual tots dos governs esperaven solucionar la crisi i que tornés a Madrid l'ambaixador marroquí. El contingut de la carta advocava per estrényer les relacions bilaterals entre els dos països i no contenia promesa ni oferta per la volta de l'ambaixador a Espanya, però tractava de reflectir un esperit conciliador i d'amistat. Tots dos ministres també van parlar de la posició dels seus respectius governs sobre Ceuta i Melilla, declarant el Ministre espanyol que «hi ha posicions divergents i són conegudes». La visita de Moratinos va ser criticada pel portaveu del Partit Popular en la Comissió d'Exteriors del Congrés dels Diputats, Gustavo de Arístegui, qui va afirmar que era un «error» i que «Espanya no pot donar a entendre que es va equivocar». També va demanar que, de fructificar la iniciativa, el Govern «no utilitze electoralment la volta de l'ambaixador».
Després de la visita de Moratinos i encara abans de la decisió final del Marroc, Juan José Imbroda, President de la ciutat autònoma de Melilla i membre del Partit Popular, va assenyalar que «el Marroc no té una pedra posada a Melilla, ni una pedra, i per això va confiar que el Govern d'Espanya deixara clar, com ha de ser, que el regne alauí ha de respectar la sobirania de les dues ciutats espanyoles i que al mateix temps coopere tot el necessari amb tot el que comporte a un millor desenvolupament polític, social i econòmic del Marroc»; per la seva banda i el mateix dia, el President de la ciutat autònoma de Ceuta, Juan Jesús Vivas, també del Partit Popular, va assenyalar que el seu Govern «ha respectat sempre les decisions que el Govern de la nació pren quant a les relacions exteriors es refereix», la qual cosa es va interpretar com un suport a l'Executiu espanyol.

### Tornada de l'ambaixador
El 7 de gener el Ministeri d'Afers exteriors del Marroc va anunciar de forma oficial el retorn «immediat» del seu ambaixador a Madrid, Omar Azziman, mitjançant un escarit comunicat. «Després de la visita realitzada al Marroc el dijous, 3 de gener, pel ministre espanyol d'Afers exteriors, Miguel Ángel Moratinos, s'ha decidit avui el retorn immediat al seu lloc de l'ambaixador de Sa Majestat el Rei a Madrid». L'endemà passat es reincorporava Omar Azziman a la seu de l'ambaixada a Espanya, destacant la solidesa i maduresa de les relacions que han permés la superació de la crisi. El mateix dia l'executiu marroquí, a través de Jalid Naciri, va declarar que Espanya i el Marroc no estan d'acord sobre la qüestió de Ceuta i Melilla, «però estem oberts al futur i a la necessitat de crear les condicions per a una associació fructífera i amistosa entre els regnes d'Espanya i del Marroc». El Ministre d'Afers exteriors d'Espanya va rebre en la mateixa tarda a l'ambaixador afirmant que s'havien restablit amb «plena normalitat» les relacions entre els dos països.
Després del conflicte, tots dos països van reprendre les seves agendes bilaterals amb la visita del Ministre d'Afers exteriors del Marroc a Espanya el 15 de gener per participar en el fòrum creat pel Govern espanyol per impulsar el projecte de l'Aliança de Civilitzacions, mentre que el Ministre d'Afers exteriors espanyol va viatjar a Rabat el 20 de gener per participar en la ronda de converses conjuntes que tenen establertes el denominat «Grup 5+5», impulsat per cinc països del nord d'Àfrica i cinc de la Unió Europea per afavorir les relacions euromeditarrànees (el Marroc, Tunísia, Líbia, Algèria i Mauritània d'una banda i Espanya, França, Itàlia, Malta i Portugal per l'altra).